# Abundància relativa d'espècies
L'abundància relativa d'espècies és un component de la biodiversitat i és una mesura de com de comuna o rara és una espècie en relació amb altres espècies en un lloc o comunitat definida.
L'abundància relativa és el percentatge d'un organisme d'un tipus particular en relació al nombre total d'organismes de la zona. Es calcula dividint el nombre d'espècies d'un grup pel nombre total d'espècies de tots els grups.
L'abundància relativa d'espècies tendeixen a ajustar-se a patrons específics que es troben entre els patrons més coneguts i més estudiats en macroecologia. En una comunitat existeixen diferents poblacions en proporcions relatives; aquesta idea es coneix com a abundància relativa.